# BeBe & CeCe Winans
BeBe & CeCe Winans (Detroit, Michigan) é uma dupla de irmãos estadunidenses cantores de Musica gospel, BeBe (Benjamin) e CeCe (Priscilla) é o sétimo e a oitava de dez filhos de "Mon" e "Pop" Winans.

## Carreira Musical
Enquanto BeBe e CeCe estavam na escola, quatro de seus irmãos mais velhos formaram o grupo musical gospel de sucesso The Winans. Inicialmente conhecida como The winans Part II, BeBe e CeCe apareceu pela primeira vez aos olhos do público quando estreou em 1982 como parte do grupo musical The PTL Singers na televisão cristã The PTL Club show. Eles foram introduzidos por Jim Bakker, e gravaram seu primeiro álbum "Lord Lift Us Up" como um duo para PTL Records.

### Autointitulado de estreia
BeBe e CeCe deixou os Cantores PTL em 1987 para seguir uma carreira musical e nesse mesmo ano, a gravadora Sparrow ofereceu os dois irmãos um contrato de gravação gospel. Seu primeiro lançamento foi o álbum tradicional autointitulado "BeBe & CeCe Winans". Foi produzido por Keith Thomas, que tinha naquela época também produziu Amy Grant e Vanessa L. Williams. O disco de estreia deu-lhes o seu primeiro R&B hit, "I.O.U. Me", que liderou as paradas de R&B e "inspirational" e gerou indicações ao Grammy e Dove Awards e Stellar Awards. CeCe também ganhou um Grammy para "Best Soul Gospel Performance, Female" for the song "For Always."
Eles foram um dos primeiros artistas afro-americanos para receber "airplay" significativo nas estações de rádio cristãs contemporâneas de música e os segundos artistas afro-americanos para receber o Dove Award na categoria Group of the Year.

### Heaven
Com o lançamento de seu segundo LP Heaven, que se manteve constante popular em audiências no R&B, gerando 12 singles de sucesso de R&B, incluindo dois singles n° 1. A dupla se tornaram os primeiros artistas evangélicos a ver o seu álbum chegar no primeiro lugar em vendas nas paradas da Billboard em 1988. A faixa-título também chegou ao número 12 na parada de singles Billboard R&B.
Outros sucessos do álbum incluía "Lost Without You" e "Celebrate New Life."
O álbum alcançou o R&B Top Ten, foi 95° nas paradas Pop e foi certificada de Ouro.

## Carreiras solo
Em 1995, eles se separaram oficialmente para trabalhar em suas carreiras solo e outras áreas de interesse. Ambos os artistas passaram a ter carreiras solo de sucesso, recebendo inúmeros prêmios e elogios. Até à data, BeBe Winans lançou seis álbuns solo, enquanto CeCe Winans lançou oito.
Bebe e CeCe Winans gravou duas vezes como um duo durante o essa pausa (antes de se reunir para o álbum de 2009 "Still") - "What A Child", um dueto no álbum CeCe's Christmas His Gift e "Tonight Tonight", um dueto com Bebe num album de 2000 do Love & Freedom.

## Prêmios e homenagens
Bebe e Cece Winans incluem três prêmios Grammy, nove Dove Awards, dois prêmios NAACP Image Awards, dois Soul Train Music Awards, numerosas Stellar Awards, três albuns de Ouro, e um album de Platina.

### Grammy Awards
- 1991: Best Contemporary Soul Gospel Album – Different Lifestyles
- 2010: Best Gospel Performance – “Grace”
- 2010: Best Contemporary R&B Gospel Album – Still

### GMA Dove Awards
- 1988: New Artist of the Year
- 1990: Group of the Year
- 1990: Pop/Contemporary Album – Heaven
- 1990: Pop/Contemporary Song – “Heaven”
- 1990: Contemporary Gospel Song – “With My Whole Heart”
- 1992: Group of the Year
- 1992: Contemporary Gospel Song – “Addictive Love”
- 1998: Contemporary Gospel Song – "Up Where We Belong"
- 2010: Urban Recorded Song – “Close To You”

### NAACP Image Awards
- 1990: Best Gospel Artist
- 1992: Best Gospel Artist

### Soul Train Music Awards
- 1990: Best Gospel Album – Heaven
- 1992: Best Gospel Album – Different Lifestyles

## Discografia

### BeBe & CeCe Winans
- 1984: Lord Lift Us Up (PTL)
- 1987: BeBe & CeCe Winans (Sparrow/Capitol)
- 1988: Heaven (BeBe & CeCe Winans album)|Heaven (Sparrow/Capitol)
- 1991: Different Lifestyles]] (Sparrow/Capitol)
- 1993: First Christmas (Sparrow/Capitol)
- 1994: Relationships (Sparrow/Capitol)
- 1996: Greatest Hits (Sparrow/EMI)
- 2006: The Best Of BeBe And CeCe (Sparrow)
- 2009: Still (B&C/ Malaco)[4]
- 2017: Let Them Fall In Love(Purespring Gospel)